# Der Vampyr
Der Vampyr (título original en alemán; en español, El vampiro) es una ópera romántica de dos actos con música de Heinrich Marschner y libreto en alemán de Wilhelm August Wohlbrück, basado en la novela corta El vampiro (1819), de John Polidori. Se presentó por primera vez el 29 de marzo de 1828, en Leipzig. Aún se representa ocasionalmente, y en 1992 tuvo una versión adaptada para televisión titulada El vampiro, la serie, con Omar Ebrahim y nuevas letras de canciones de Charles Hart, para la BBC de Londres.[cita requerida]
Esta ópera rara vez se representa en la actualidad; en las estadísticas de Operabase, aparece con sólo cinco representaciones en el período 2005-2010, la primera de las cuales es de Marschner.[cita requerida]

## Personajes
| Personaje                                 | Tesitura          | Reparto del 29 de marzo de 1828 Director:Heinrich Marschner |
| ----------------------------------------- | ----------------- | ----------------------------------------------------------- |
| Lord Ruthven (un vampiro)                 | barítono          | Franz Eduard Genast                                         |
| Sir Humphrey Davenaut (rico aristócrata)  | bajo              | Köckert                                                     |
| Malwina (hija de Sir Humphrey)            | soprano           | Wilhelmina Streit                                           |
| Sir Edgar Aubry (pretendiente de Malwina) | tenor             | Josef August Höfler                                         |
| Sir John Berkley (un aristócrata)         | bajo              | Gay                                                         |
| Janthe (hija de Sir John)                 | soprano           | von Zieten                                                  |
| George Dibdin (sirviente de Davenaut)     | tenor             | Vogt                                                        |
| Emmy Perth (hija de George Dibdin)        | soprano           | Dorothea Devrient                                           |
| Toms Blunt (vasallo de Ruthven)           | barítono          | Wilhelm Fischer                                             |
| Suse (esposa de Blunt)                    | mezzosoprano      | Wilhelmine Röckert                                          |
| James Gadshill (vasallo de Ruthven)       | tenor             |                                                             |
| Richard Scrop (vasallo de Ruthven)        | tenor             |                                                             |
| Robert Green (vasallo de Ruthven)         | bajo              |                                                             |
| El Señor de los Vampiros                  | personaje hablado |                                                             |
| John Perth                                | personaje hablado | Reinecke                                                    |

## Argumento
La escena de la acción transcurre en Escocia, en el siglo XIX.

### Acto I
Escena 1: Después de la medianoche, durante un aquelarre, el Señor de los Vampiros le dice a Lord Ruthven que si no puede conseguir tres mujeres vírgenes para sacrificarlas dentro de las próximas 24 horas, morirá. Si logra reunirlas, le será concedido otro año de vida. El reloj marca la hora uno y la primera víctima de Ruthven, Janthe, llega para una cita clandestina ya que ella está a punto de casarse con otro hombre al día siguiente. Berkley descubre que está desaparecida y comienza a buscarla junto a sus hombres, mientras que Ruthven se esconde con ella en una cueva. Sus gritos de socorro alertan a quienes la buscaban y es así como hallan al cuerpo sin vida junto al vampiro. Berkley apuñala a Ruthven y lo deja solo para que muera, pero éste es descubierto por Aubry, cuya vida fue salvada por Ruthven en ocasión pasada. Ruthven le ruega a Aubry que lo arrastre hacia la luz de luna para revivir y Aubry, tras realizar su deseo, se da cuenta de que es un vampiro. Debe prometer por lo tanto no revelar la identidad secreta de Ruthven por veinticuatro horas o él mismo se convertirá en un vampiro también. 
Escena 2: A la mañana siguiente, Malwina de dieciocho años y Aubry (quien está enamorado de ella) se enteran a través de Davenaut que ella deberá contraer enlace con el Conde de Marsden. Aubry se da cuenta entonces de que el mencionado conde es en realidad Lord Ruthven pero le aclaran que en realidad es el hermano de Ruthven, quien ha estado por algún tiempo en el extranjero. Aubry, de todas formas, reconoce una cicatriz que prueba que el conde es en realidad Ruthven y estando a punto de denunciar esto, Ruthven le recuerda su promesa de guardar su secreto y las consecuencias que esto acarrea. Comienzan entonces, los preparativos para la boda.

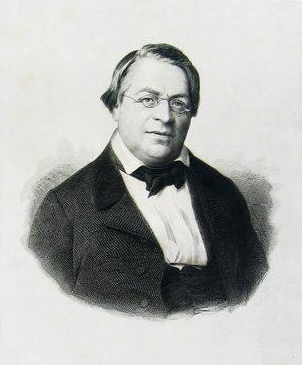
Heinrich Marschner (c. 1850)

### Acto II
Escena 1: Cerca del Castillo de Marsden, Emmy espera a su futuro esposo, George. Las noticias de la muerte de Janthe salen a la luz y Emmy comenta sobre la leyenda del vampiro. Ruthven se presenta e impresiona a los pobladores con su grandeza. Seduce a Emmy hasta que, interrumpido por George, deja el lugar aunque ha logrado que Emmy le prometa una danza con él más tarde.
Escena 2: Aubry intenta persuadir a Ruthven para abandonar su idea con Malwina pero el vampiro le recuerda nuevamente de lo que le espera si rompe su promesa. Ruthven, en un soliloquio, cuenta sobre los tormentos y castigos que un vampiro debe enfrentar. 
Escena 3: Aubry debate su elección entre romper su promesa y salvar a Malwina o mantener el secreto y perderla entregándola al vampiro. George le pide a Aubry para que use su influencia para detener a "Marsden" de intentar seducir a Emmy. Aubry le advierte a George que debe tener mucho cuidado y no perder de vista a Emmy, sin saber que ésta ya estaba siendo conducida al bosque por Ruthven. 
Escena 4: Afuera de la taberna, Blunt, Gadshill, Scrop y Green cantan en el placer de una borrachera. La esposa de Blunt interviene para callarlos, contando con la simpatía de los demás presentes. George, muy traumatizado, llega al lugar y dice haber 
seguido a Emmy y a Marsden solo para luego encontrarlo parado sobre su cuerpo inerte. Dice que le disparó al conde inmediatamente dejándolo morir a la luz de la luna. Los habitantes del lugar expresan sus condolencias y tristeza. 
Escena 5: En el castillo Davenaut, Malwina se casará con Marsden antes de la media noche. Aubry le advierte que está en peligro y pone su confianza en Dios. Los invitados llegan, seguidos por Ruthven quien pide perdón por la tardanza. Malwina y Aubry hacen una última súplica a Davenaut quien echa a Aubry del lugar y ordena que la boda comience. Una tormenta se acerca y Aubry vuelve al lugar, decidido a revelar la identidad de Ruthven a cualquier costo. De repente, el reloj marca la una de la mañana y Aubry, libre de las cadenas de su promesa, revela que "Marsden" es Lord Ruthven, el vampiro. Ruthven, al fallar en su conquista, es atacado por un rayo y desciende al infierno. Seguidamente Davenaut le pide perdón a Malwina y consiente su casamiento con Aubry, terminando con un final feliz.

## Música
Aunque se encuentran algunas referencias a Beethoven y similitudes en la escena de Ruthven/Emmy/George con la de Don Giovanni/Zerlina/Masetto, la obra de Marschner es un vínculo notable entre otras dos óperas con elementos sobrenaturales: Der Freischütz de Carl Maria von Weber (1821) y El holandés errante, de Richard Wagner (1843). La mayor parte de las composiciones son reminiscencias de Weber. Un ejemplo se encuentra en el dueto de Aubry/Malwina, cuyo leitmotiv se encuentra en la obertura. De todas formas, Marschner no incluyó temas regionales en su composición. Por otro lado, la leyenda de Emmy sobre el vampiro esquematiza el aria de Senta en la historia del "Holandés errante". Wagner dirigió Der Vampyr en Würzburg cerca del 1830 y agregó algunas partes de su autoría al segundo acto. 
La ópera se ejecuta normalmente en la edición de 1924 de Hans Pfitzner.

## Discografía
- Roland Hermann, Arleen Auger, Anna Tomowa-Sintow, Donald Grobe, Kurt Böhme, Jane Marsch, Nikolaus Hillebrand, Orquesta Sinfónica de la Radio de Baviera, dirigida por Fritz Rieger. Grabación en vivo de Múnich, 1974. OPD-Opera d'Oro 1186
- Siegmund Nimsgern, Carol Farley, Anastasia Tomaszewska-Schepis, Josef Protschka, Armando Caforio, Galina Pisarenko, Martin Engel, Coro y Orquesta Sinfónica de Radio Italiana, dirigida por Günter Neuhold. Versión en vivo grabada en Roma, 1980. HOMMAGE 7001834-HOM

## En la cultura popular
Un fragmento del acto primero de la ópera, "Ha, noch einen ganzen Tag... Ha, welche Lust", aparece en el primer episodio de la primera temporada de la serie de televisión Freud.[cita requerida]